# Joel Ndala
Joel Tshisanga Ndala (Inglaterra, 31 de mayo de 2006) es un futbolista británico que juega de delantero en el Hull City A. F. C. de la EFL Championship.

## Selección nacional
El 2 de noviembre de 2023 fue seleccionado en la lista definitiva de Inglaterra sub-17 para el Mundial sub-17.

## Estadísticas

### Clubes
Actualizado al último partido disputado el 8 de noviembre de 2024.
| Club                    | Div.          | Temporada     | Liga  | Liga  | Liga   | Copas nacionales | Copas nacionales | Copas nacionales | Copas internacionales | Copas internacionales | Copas internacionales | Total | Total | Total  |
| Club                    | Div.          | Temporada     | Part. | Goles | Asist. | Part.            | Goles            | Asist.           | Part.                 | Goles                 | Asist.                | Part. | Goles | Asist. |
| ----------------------- | ------------- | ------------- | ----- | ----- | ------ | ---------------- | ---------------- | ---------------- | --------------------- | --------------------- | --------------------- | ----- | ----- | ------ |
| Jong PSV · Países Bajos | 1.ª           | 2024-25       | 8     | 1     | 1      | —                | —                | —                | —                     | —                     | —                     | 8     | 1     | 1      |
| Jong PSV · Países Bajos | Total club    | Total club    | 8     | 1     | 1      | 0                | 0                | 0                | 0                     | 0                     | 0                     | 8     | 1     | 1      |
| Total carrera           | Total carrera | Total carrera | 8     | 1     | 1      | 0                | 0                | 0                | 0                     | 0                     | 0                     | 8     | 1     | 1      |